# 陶继清
陶继清（1974年12月—），云南芒市人，中华人民共和国地方官员，中共云南省委党校本科学历，现任中共盈江县委书记。

## 生平
1993年8月，陶继清参加工作，历任中共德宏州委副秘书长、德宏州政府驻昆办主任等职。2013年1月任瑞丽市委副书记（正处级），2月起担任中共瑞丽市委统战部部长:103-104。2014年3月转任中共盈江县委书记:99。2016年5月30日，出任瑞丽市人民政府代市长、中共瑞丽市委常委，2016年7月28日卸任瑞丽职务，回到盈江继续担任县委书记:84,106。